# Rataje (powiat pilski)
Rataje – wieś w Polsce położona w województwie wielkopolskim, w powiecie pilskim, w gminie Łobżenica. Północny kraniec wsi stanowi zespół pobernardyński Górka Klasztorna.
| SIMC    | Nazwa            | Rodzaj    |
| ------- | ---------------- | --------- |
| 0527612 | Górka Klasztorna | część wsi |
| 0527629 | Klasztorna Osada | część wsi |

W latach 1975–1998 miejscowość należała administracyjnie do województwa pilskiego.